# NGC 3198
NGC 3198 (другие обозначения — UGC 5572, MCG 8-19-20, ZWG 240.30, PGC 30197) — спиральная галактика с перемычкой (SBc) в созвездии Большая Медведица. Находится на расстоянии 9,4 Мпк от Солнца. Относится к рассеянной группе галактик с крупнейшей галактикой NGC 3184, которая является также ближайшим соседом NGC 3198 (лежит на расстоянии 630 кпк в проекции на картинную плоскость). Гелиоцентрическая скорость удаления 660,4(8) км/с. Светимость 9,0(9)⋅109 L⊙B в полосе B и 7,3(7)⋅109 L⊙V в полосе V. Масса нейтрального водорода в галактике составляет 5,0(2)⋅109 M⊙. Исследование кривой вращения этой галактики по облакам нейтрального водорода, выполненное Бегеманом в 1989 г., обнаружило наличие большого количества тёмного вещества.
Этот объект входит в число перечисленных в оригинальной редакции «Нового общего каталога».
В галактике вспыхнула сверхновая SN 1999bw типа IIn, её пиковая видимая звездная величина составила 17,8. По некоторым данным это была яркая голубая переменная звезда.